# Semente de mostarda

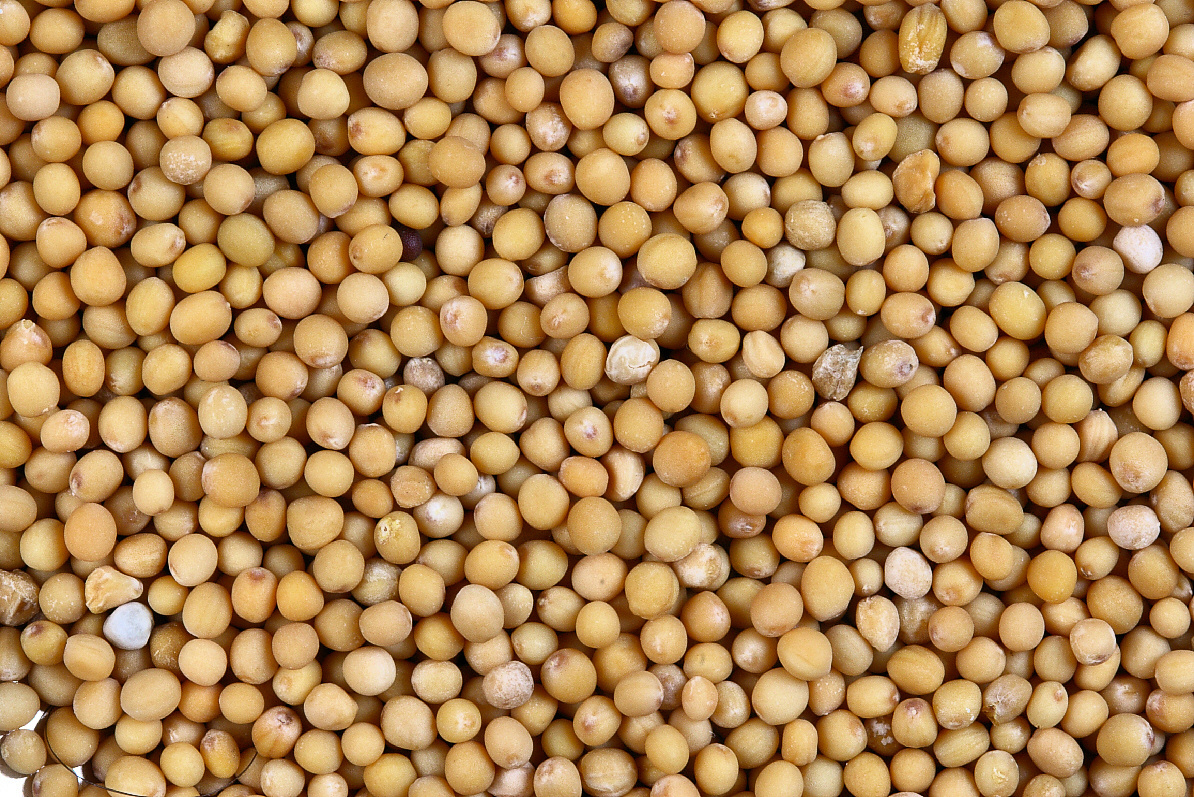
Sementes de mostarda-branca.

Sementes de mostarda são as pequenas sementes das várias plantas de mostarda. As sementes têm cerca de 2 mm de diâmetro e têm cores que vão do branco amarelado ao preto. São especiarias importantes em muitas cozinhas regionais. As sementes são obtidas de três plantas diferentes: mostarda-preta, mostarda-castanha e mostarda-branca. 

## História
Na Índia as sementes de mostarda são utilizadas na culinária há mais de dois mil anos.
Na França as sementes de mostarda são usadas como especiaria desde 800 d.C., e encontravam-se entre as especiarias que os exploradores do século XV levavam nas suas viagens.
Gautama Buda contou a história de uma mãe enlutada e a semente de mostarda. Ao perder o seu único filho, uma mulher leva o corpo dele a Buda para que este o cure. Buda pede-lhe que lhe traga uma mão-cheia de sementes de mostarda de uma família que nunca tivesse perdido um filho, marido, pai ou amigo. Ao ver que não consegue encontrar uma tal família na sua aldeia, a mulher dá-se conta de que a morte é comum a todos, e que ela não pode ser egoísta no seu luto.
No Alcorão, Deus diz que as balanças da justiça serão usadas no Dia do Juízo, e nenhuma alma sofrerá a menor injustiça. Até o equivalente a uma semente de mostarda será contabilizado, pois Deus é o mais eficiente dos contadores.
Textos judaicos comparam o universo conhecido ao tamanho de uma semente de mostarda para demonstrar a insignificância do mundo e para ensinar a humildade. Jesus comparou o Reino dos Céus ao "grão de mostarda que um homem (...) semeou no seu campo; o qual é realmente a menor de todas as sementes; mas, crescendo, é a maior das plantas e faz-se uma árvore" (veja Parábola do Grão de Mostarda). Disse também que se o homem tiver fé como um grão de mostarda, moveria montanhas (ver Lucas 17:6 e Mateus 17:20).

## Usos regionais
Aavakaaya (Telugu: ఆవకాయ),Sasive (Kannada:ಸಾಸಿವೆ) é uma variedade indiana de picle consistindo sobretudo de mangas, pimenta vermelha moída e aavaa pindi (mostarda em pó) conservada em óleo de mostarda, popular no sul da Índia.

## Cultivo
As sementes de mostarda geralmente levam 3 a 10 dias para germinar sob condições próprias, incluindo atmosfera fria e solo relativamente úmido. As plantas adultas são arbustivas.
As mostardas crescem bem em regiões temperadas. Os maiores produtores mundiais de semente de mostarda em 2007 e em ordem decrescente foram: Nepal, Canadá, Mianmar e Rússia. As variedades mais escuras têm maiores rendimentos que a variedade branca.

## Produção mundial
| País                                     | Produção em 2018 (toneladas anuais) |
| ---------------------------------------- | ----------------------------------- |
| Nepal                                    | 182.917                             |
| Canadá                                   | 173.600                             |
| Rússia                                   | 123.507                             |
| Myanmar                                  | 46.581                              |
| Cazaquistão                              | 45.694                              |
| Ucrânia                                  | 33.340                              |
| Estados Unidos                           | 33.150                              |
| China                                    | 18.582                              |
| França                                   | 16.708                              |
| Chéquia                                  | 11.639                              |
| Fonte: Food and Agriculture Organization |                                     |

## Galeria

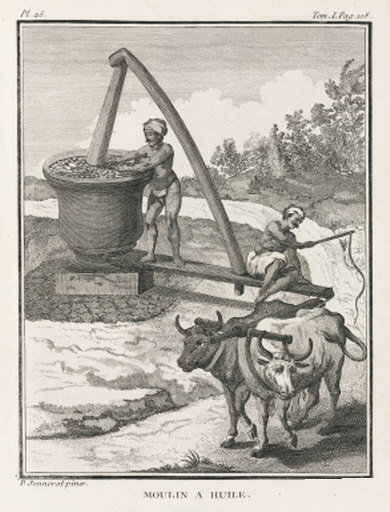
Extração de óleo a partir das sementes de mostarda:
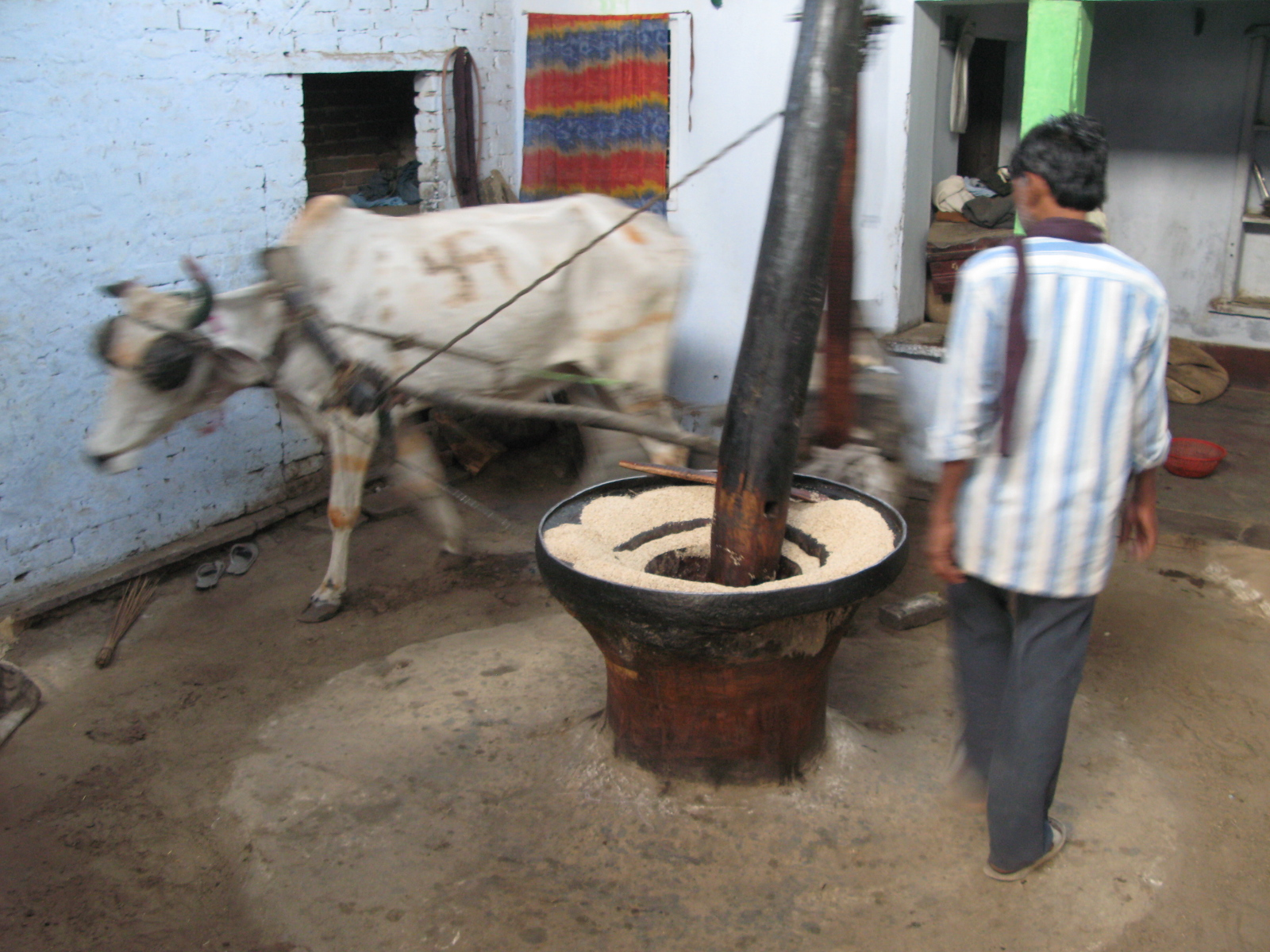
Moinho de semente de mostarda movido por força animal.
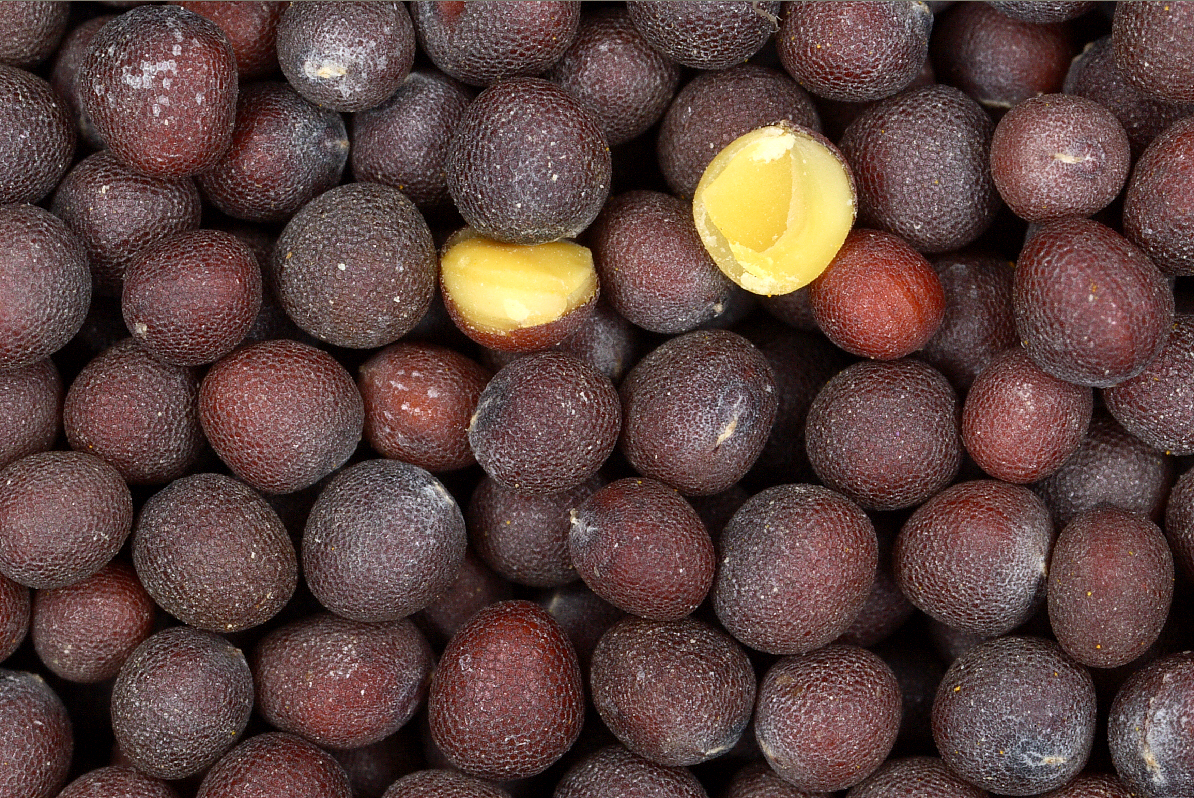
Sementes de mostarda-preta ampliadas.
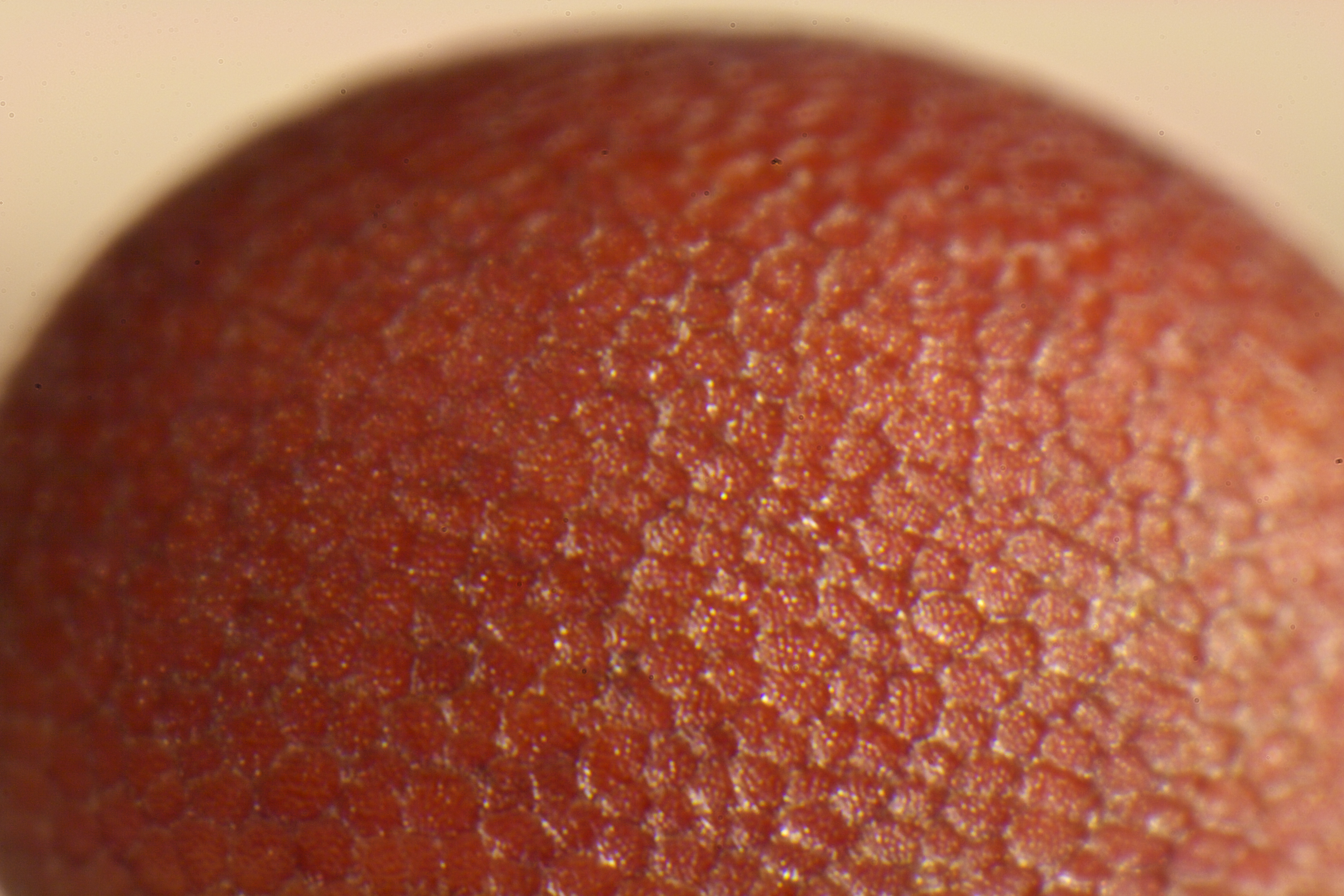
Grande ampliação de semente de mostarda.